# Англійське ім'я
Англійські імена — імена, що використовуються в Англії або серед англомовного населення планети. У Англії, як і в будь-якій іншій частині англомовного світу, повне ім'я зазвичай складається з особового імені, яке часто називають першим ім'ям (англ. personal name, first name) або християнським, а також (найчастіше патронімічного) сімейного імені-прізвища (англ. surname), яке також називається останнім ім'ям (англ. last name). Може бути кілька особових імен, деякі з яких часто називають другим або середнім іменем (англ. middle name).

## Історія
До початку нової ери на Британських островах проживали в основному племена двох великих кельтських груп: галли, або ґели, і кімри, бритти та ін. Ґели (сучасні ірландці та шотландці), кімри (предки валлійців) і ін. мали одноосновні, двоосновні і похідні індивідуальні імена.
У IV ст. н. е. почалося інтенсивне переселення німецьких племен (англів, саксів, ютів, фризів і ін.) з континенту на Британські острови. Вони принесли з собою свої індивідуальні імена і прізвиська. Типовими для цих прибульців були двоосновні індивідуальні імена — Elstan 'благородний' + 'камінь', Eadweard 'багатство' + 'охоронець'.
В англосаксів патроніми закінчувалися на «son» («син») — надалі вони перетворилися на патронімічні прізвища. Окрім того, серед норманських завойовників побутували патроніми, що мали приставку «fitz» (від старофр. слова, що означало «син», пор. фр. fils) — звідси ведуть походження такі англійські прізвища як «Fitzgerald» («Фіцджеральд»), «Fitzroy» («Фіцрой», буквально — «син короля», такий патронім-прізвище міг отримати бастард).
В середні віки набули популярності норманські імена William, Richard, Robert, Hugh, Ralph та біблійські імена John, Peter, James, Michael, Philip, Simon, Luke, Mark — для хлопчиків і Mary, Joan, Agnes, Catherine, Margaret, Ann(e) — для дівчат.